# Rodolfo Cordón Cea
Eusebio Rodolfo Cordón Cea (Juayúa, 16 de diciembre de 1899 - Mejicanos, 9 de enero de 1966), conocido como Eusebio Cordón Cea, fue un político y jurista salvadoreño que fungió como presidente provisional de la República de El Salvador en 1962.

## Biografía
Nació en Juayúa, el 16 de diciembre de 1899. Hijo de Daniel Cordón Salguero y Rosaura Cea Jimenéz de Cordón. Fue casado con Blanca Luna de Cordón. Sus hijos son Rodolfo Cordón Luna, Enriqueta Cordón de Henríquez, Elba Luz Cordón de Castillo y Rosario Cordón de Marenco.
En enero de 1962 fue Presidente de la Asamblea Constituyente que redactó una Constitución para el país y posteriormente ocupó provisionalmente la Presidencia de la República desde el 25 del mismo mes, entregando posteriormente el mando supremo del país el 1 de julio de ese año al presidente electo Julio Adalberto Rivera por el Partido de Conciliación Nacional.

## Condecoraciónes
En el 13 de junio de 1962, la Asamblea Legislativa le concedió permiso al Dr. Rodolfo Cordón Cea para que pueda aceptar y usar la Condecoración de la Orden del Quetzal en el grado de "Gran Collar" que el Gobierno de la República de Guatemala le otorgó.
En el 20 de junio del mismo año, se le concedió permiso para aceptar y usar la Condecoración de la Orden Nacional en el Grado de Gran Collar "Manuel Amador Guerrero" que el gobierno de la República de Panamá le otorgó.

## Fallecimiento
Falleció en Mejicanos, el 9 de enero de 1966 a los 66 años de edad